# Ahinóam
Ahinóam és un personatge que apareix principalment als Llibres de Samuel i de passada als Llibres de Cròniques, a l'Antic Testament. Es tracta d'una dona natural de Jizreel i una de les esposes del rei David. També és possible que es tracti de la dona del rei Saül.
Era natural de la ciutat de Jizreel de la tribu de Judà. És possible que es tracti del mateix personatge que és filla d'Ahimaas i muller de Saül, qui va ser primer rei d'Israel. Hauria estat capturada durant la guerra de David amb Saül. En tot cas, David la va convertir en la seva esposa. Hom ha interpretat que David va reclamar l'esposa de Saül per a sí, i que hauria estat també una manera de reclamar el tron, en referència a l'apropiació d'harems dels seus predecessors o rivals com a forma d'enfortir la reclamació. Aquesta deserció de la muller del rei, fos voluntària o no, explicaria altres passatges com l'estrany insult de Saül a David quan aquest fugia de la cort, referint-se a una dona rebel, entre d'altres. Val a dir que durant les guerres de David amb els amalequites, va ser capturada per aquests amb altres persones i va ser feta presonera, tot i que ben aviat David la va rescatar. Les escriptures també indiquen va residir a Aquix i durant l'exili a Hebron, on va donar a llum a Amnon, primogènit de David. Això ha suggerit per als estudiosos de la bíblia que va ser una de les primeres esposes del monarca.